# Amtsgericht Lippehne
Das Amtsgericht Lippehne war ein preußisches Amtsgericht mit Sitz in Lippehne, Provinz Brandenburg.

## Geschichte
In Lippehne bestand von 1849 bis 1879 die Gerichtskommission Lippehne des Kreisgerichts Soldin im Sprengel des Appellationsgerichts Frankfurt a. d. Oder. Mit den Reichsjustizgesetzen wurden 1879 reichseinheitlich Amts-, Landes- und Oberlandesgerichte gebildet. Das königlich preußische Amtsgericht Lippehne wurde mit Wirkung zum 1. Oktober 1879 als eines von 14 Amtsgerichten im Bezirk des Landgerichtes Landsberg a.W. im Bezirk des Kammergerichtes gebildet. Der Sitz des Gerichts war die Stadt Lippehne. Sein Gerichtsbezirk umfasste aus dem Landkreis Soldin der Stadtbezirk Lippehne und die Amtsbezirke Adamsdorf, Craazen, Deetz, Hohenziethen und Mellentin. Am Gericht bestand 1880 eine Richterstelle. Das Amtsgericht war damit ein kleines Amtsgericht im Landgerichtsbezirk. Im Rahmen der Weltwirtschaftskrise wurden 60 Amtsgerichte als Folge von Sparverordnungen aufgehoben. Mit der Verordnung über die Aufhebung von Amtsgerichten vom 30. Juli 1932 wurde das Amtsgericht Lippehne zum 30. September 1932 aufgehoben und sein Sprengel zwischen dem Amtsgericht Soldin und dem Amtsgericht Berlinchen aufgeteilt.